# 荷蘭國會
國會（荷蘭語：Staten-Generaal）是荷蘭王國的兩院制立法機構，包括國會一院（即上议院）和國會二院（即下议院）。國會平日在海牙內庭開會。
国会起源于15世纪，是勃艮第属尼德兰所有领地的大会。1579年，荷兰起义期间，低地北方各省公开反抗西班牙国王菲利普二世，三级会议发生分裂。1581年，北方省份的三级会议取代菲利普二世，成为荷兰共和国的最高权力机构。1795年，巴达维亚革命后，三级会议被国民议会 (荷蘭語：Nationale Vergadering) 取代，直到1814年国家重新获得主权后才恢复。1815年，随着荷兰联合王国成立，国会分为参议院和众议院。1848年修宪后，众议院议员由直接选举产生，国会的权利得到极大的扩展，实际上确立了荷兰的议会民主制。
自1918年起，众议院议员采用政党名单比例代表制，每4年选举一次。参议院75名议员，由各省议会每4年选举一次。在特殊情况下，两院组成联合会议，称为联合大会，由参议院议长担任议长。自由民主人民党的 Jan Anthonie Bruijn 自2019年起担任参议院议长。

## 名称来源
國會的荷蘭文名中的一字来自古时的「standen」一字，意为封建階級。中世纪欧洲社会主要分为三阶级：神职人员、贵族和平民。后此词指代表各阶级的政治机构。在歷史上常譯作三級會議，而法国的三级会议亦与其同名。
荷蘭自獨立至今國會就沿用此名，令不少探險家都以國會這名字命名不少島嶼，如亨利·哈德逊命名的斯塔滕島，为紐約五埠之一。

## 外部連結
- 荷蘭國會 （页面存档备份，存于）
  - 荷蘭国会一院 （页面存档备份，存于）
  - 荷蘭国会二院 Archive.today的存檔，存档日期2012-05-30